# Serhij Szestakow
Serhij Serhijowycz Szestakow, ukr. Сергій Сергійович Шестаков (ur. 12 kwietnia 1990 w Ładyżynie, w obwodzie winnickim) – ukraiński piłkarz, grający na pozycji pomocnika. Jego brat-bliźniak Mychajło Szestakow również jest zawodowym piłkarzem.

## Kariera piłkarska

### Kariera klubowa
Wiosną 2010 rozpoczął karierę piłkarską w miejscowym zespole amatorskim Awanhard-Enerhija Ładyżyn, skąd wiosną 2011 został wypożyczony do zespołu SKAD-Jałpuh Bołgrad. Potem występował w drużynie Sowinion Tajirowe. Latem 2011 po założeniu FK Odessa został zaproszony do klubu. Latem 2013 przeszedł do Nywy Tarnopol. Na początku 2014 został piłkarzem zespołu UkrAhroKom Hołowkiwka. W sezonie 2014/15 bronił barw klubu Naftowyk-Ukrnafta Ochtyrka. W lipcu 2015 zasilił skład Olimpiku Donieck, w barwach którego 18 lipca 2015 debiutował w Premier-lidze. 1 stycznia 2018 podpisał kontrakt z węgierskim Diósgyőri VTK.